# آدام بوزید
آدام بوزید (انگلیسی: Adam Bouzid؛ زادهٔ ۳۰ نوامبر ۱۹۸۷) بازیکن فوتبال اهل الجزایر است.
از باشگاه‌هایی که در آن بازی کرده‌است می‌توان به باشگاه فوتبال مولودیه وجده و باشگاه فوتبال ساوتند یونایتد اشاره کرد.